# Хронология на арабско-израелския конфликт
2 ноември 1917 г. Декларацията Балфур подкрепя идеята за заселване на евреите на територията на Палестина, като част от британския мандат в Палестина след Първата световна война.
1920 г. Арабски нападения над евреи в Йерусалим, основаване на ционистко-социалистическия профсъюз (Histradut) под ръководството на Бен Гурион в гр. Хайфа.
1922 г. Обществото на народите разделя арабските земи; Установен Британски мандат в Палестина.
1933 – 39 г. Много евреи от всички части на Европа, преди всичко от нацистка Германия, бягат в Палестина.
1936 – 39 г. Голямо арабско въстание, кулминация на антиционистката реакция. Британска кралска комисия през 1937 г., водена от лорд Пийл, издава препоръка за разделянето на Палестина на арабска и еврейка държава. Арабите отказват, евреите приемат, но искат повече земя;
1938 – 45 г. Холокост в Европа, преселването на евреи към Палестина продължава през цялата Втора световна война;
1941 г. Основаване на Палмах (елитни единици на Хагана, нелегална армия, която се бори срещу Великобритания и палестинците).
1947 г. Обединените нации вземат решение за разделянето на Палестина.
9 – 10 април 1948 г. В нощта на 9 срещу 10 април отрядите на ционистките бойци „Иргун“(„Ецел“) и „Лехи“ нападат мирното палестинско село Дейр-Ясин и посичат почти до крак невъоръжените му жители. Убити 245 палестинци, мъже, жени и деца. Командири на „Ецел“ и „Лехи“ са съответно Менахем Бегин и Ицхак Шамир – след време премиер-министри на Израел.
14 май 1948 г. Провъзгласяване на държавата Израел с резолюция 181 на ООН.
1948 – 49 г. Първа Арабско-израелска война. Наричана на арабски ал Накба („Катастрофата“), а в Израел провъзгласена за освободителна война. След нейния завършек Израел си извоюва статута на независима държава, а останалата част от британския мандат в Палестина е разделена на области, контролирани от Египет и Трансйордания.
1949 – 1950 г. Примирия между враждуващите страни. Израел вече притежава 77% от територията на Палестина. Йордания – Източен Йерусалим и Западния бряг, Египет контролира Ивицата Газа. Учредена е агенция на ООН за подпомагане на палестинските бежанци в Близкия изток. Евреи от арабските страни започват миграция в Израел. Израелският Кнесет приема на „Закона за връщане“, който дава на всеки евреин пълно израелско гражданство.
24 февруари 1949 г. Подписано е примирие между Египет и Израел.
23 март 1949 г. Подписано е примирие между Ливан и Израел
3 април 1949 г. Подписано е примирие между Йордания и Израел.
20 юли 1949 г. Подписано е примирие между Сирия и Израел. Сирия изтегля войските си от териториите, които се превръщат в демилитаризирана зона.
1949 – 1956 г. Чести нападения на палестински федаини в Израел. Ескалация на репресиите от израелска страна.
26 август 1956 г. Египет национализира Суецката компания. На Лондонската конференция Англия и Франция с подкрепата на САЩ се опитват да наложат интернационализация на Суецкия канал. СССР подкрепя позицията на Египет, който отхвърля това предложение. Въпросът е отнесен до Съвета за сигурност на ООН, който препоръчва мирно разрешаване и зачитане на суверенитета на Египет. Пренебрегвайки резолюцията на Съвета за сигурност, Великобритания и Франция заедно с Израел нападат Египет.
29 октомври 1956 г. Суецка криза.
2 ноември 1956 г. Общото събрание на ООН приема резолюция с която препоръчва военните действия да се прекратят, а войските на Англия, Франция и Израел да се изтеглят от територията на Египет. На 07. 11. военните действия са прекратени, но военните сили на тези държави не напускат окупираните Порт Сайд и Синайски полуостров.
1958 г. Създава се „Фатах“ (движение за освобождение на Палестина, основано от палестинци в Кувейт (между които и Ясер Арафат).
1964 г. Първи палестински национален конгрес, основаване на Организацията за освобождение на Палестина през януари с цел унищожаване на ционизма в Палестина.
Май 1964 г. Палестинският национален съвет се събира за първи път в Йерусалим.
Януари 1965 г. Първи въоръжени атаки от страна на ал-Фатах.
5 – 10 юни 1967 г. Шестдневната война или юнската война, водена между Израел и Египет, Йордания и Сирия. От израелска гледна точка тя е превантивна военна кампания, целяща преустановяване на натиска на съседните арабски държава върху Израел и предпазване на еврейската държава от унищожаване.
5 юни 1967 г. Еврейските атаки срещу летищата на 5 юни унищожават военновъздушните сили на противниковите страни; Разгром на танковите сили на Египет, завладяване на Синайския полуостров;
7 юни 1967 г. Израел достига Суецкия канал; Окупиране на западния бряг на река Йордан;
22 ноември 1967 г. Египет и Йордания приемат резолюция 242 на Съвета за сигурност на ООН, която призовава за „изтегляне на израелските въоръжени сили от окупираните територии срещу слагане на край на арабско-израелския конфликт“. За пръв път се прилага принципът „земя срещу мир“.
1 септември 1967 г. Конференцията в Хартум – арабите казват три пъти НЕ: на мир с Израел; на признаване на Израел и на преговори с Израел.
1968 – 70 г. Египет, започва паравоенни действия, наречени „Война на изтощение срещу Израел“, войната приключва през 1970 година, след смъртта на президента на Египет Гамал Абдел Насър.
1968 г. Израелско нахлуване в ал-Караме – главна терористична база на територията на Йордания. Палестински и йордански въоръжени сили отблъскват Израел.
Септември 1970 г. Останал в историята като „Черният септември“ – йорданският крал Хюсеин отвръща с военни действия на опитите на палестинските организации да го свалят от власт, убивайки хиляди и изгонвайки ООП на Арафат след; Централата на ООП се мести в Ливан.
5 септември 1972 г. Терористична група от членове на ООП, наречена „Черния септември“, убиват 11 израелски атлети от националния отбор на Олимпийските игри в Мюнхен.
6 – 26 октомври 1973 г. Войната на Йом-Кипур. Египет и Сирия атакуват Израел. Войната завършва без териториални промени и затова Египет започва преговори за възвръщане на загубените територии от Шестдневната война. Сирия успява да получи обратно част от Голанските възвишения, които Израел окупира през 1967 г.
1973 г. Петролна криза – арабските държави от ОПЕК налагат петролно ембарго на страните, подкрепящи Израел във войната.
18 януари 1974 г. Временно споразумение с Египет и арабските държави.
1976 г. Отвличане и освобождаване на пътници на самолет на Ер Франс – операция Ентебе. Похитителите са членове на Фронта за освобождение на Палестина с искане за освобождаване на затворници. Израелските въоръжени сили успешно освобождават повечето заложници (почти 100 души от пътниците на самолета са израелци) и убиват терористите.
14 март 1978 г. Операция „Литани“ или израелската инвазия в Ливан до река Литани. Това е военен успех за Израел, тъй като силите на Организацията за освобождение на Палестина (ООП) са изтласкани на север от реката. Международното недоволство довежда до създаването на Временни сили на ООН в Ливан (ЮНИФИЛ) и до частичното изтегляне на Израел.
17 септември 1978 г. Подписани са мирните споразумения от Кемп Дейвид между Израел и Египет. Египет става първата арабска държава, официално признала Израел.
26 март 1979 г. Мирен договор между Израел и Египет; Арабската лига изключва Египет и мести седалището от Кайро в Тунис; Египет е отстранена и от Ислямската конференция.
Юли 1981 г. Израел бомбардира седалището на ООП в Бейрут, Ливан. Загиват над 300 араби. САЩ стават посредници за постигане на примирие между Израел и ООП.
6 юни 1982 г. Израел нахлува в Южен Ливан като отговор на опита на организацията Фатах – Революционен съвет с лидер Абу Нидал да убие израелския посланик в Лондон Шломо Аргов. В допълнение като причина за тези военни действия се посочва и постоянния обстрел от артилерията на ООП на селища в северната част на страната. Само за седмица армията на Израел достига до Бейрут и го обсажда.
Май 1983 г. Постига се споразумение между Израел и Ливан, в резултат на което израелската армия напуска ливанската територия.
1 октомври 1985 г. Израелски военни самолети бомбардират седалището на ООП в туниската столица в отговор на палестинско нападение над цивилни евреи. Убити са повече от 60 души, Ясер Арафат остава невредим.
8 декември 1987 г. Започва Първата интифада; Йордания се оттегля от Западния бряг, Палестина се обявява за независима в границите на териториите, окупирани от Израел през 1967 г. – Западния бряг, Ивицата Газа и Източен Йерусалим.
15 ноември 1988 г. Ясер Арафат обявява Палестинската държава на събрание на Палестинския национален съвет в Алжир; Тероризмът отново е прокламираният начин за борба.
1989 г. На сесия на Общото събрание на ООН, Египет предлага започване на палестинско-израелски диалог без предварителни условия.
16 юли 1989 г. Първа палестинска самоубийствена атака в границите на Израел срещу автобус Тел Авив – Йерусалим.
30 октомври 1991 г. Конференция за Близкия изток в Мадрид с цел помиряване между Израел и Палестина.
20 август 1993 г. Финализиране на договорите от Осло и т.нар. Декларация за принципите за временно автономни споразумения или само Декларация за принципите.
13 септември 1993 г. Във Вашингтон се подписва временно споразумение между Израел и палестинците от Шимон Перес и Махмуд Абас. В договореностите са заложени принципите на оттегляне на израелската армия от части от ивицата Газа и Западния бряг и създаване на автономия на тези територии чрез формиране на палестинско самоуправление. Последното трае пет години и получава временен статут; постоянен не е договорен. Израел признава ООП за единствен законен представител на палестинския народ, а ООП – правото на Израел да съществува, като се отказва от тероризма и намерението да унищожи еврейската държава.
1994 г. Създава се палестинската национална автономия като пряка последица от договора от Осло. Споразумение Газа – Йерихон.
1994 г. Среща на върха в Кайро (Рабин, Хюсеин, Мубарак, Арафат), обща декларация срещу „кръвопролития, терор и насилие в региона“;
26 октомври 1994 г. Израелско-Йордански мирен договор.
10 декември 1994 г. Нобелова награда за мир за Рабин, Перес и Арафат
Февруари 1995 г. Среща с участието на лидерите на Египет, Йордания, Израел и Палестина.
28 септември 1995 г. Второ временно споразумение между Израел и палестинците.
4 ноември 1995 г. Убийство на Ицхак Рабин.
1996 г. Израел убива Ихая Яиш; отговорът на Палестина е нова вълна от атентати през февруари и март.
Април 1996 г. Израелската армия бомбардира Южен Ливан, за да спре ракетните атаки на Хизбула.
Септември 1996 г. Първи бунтове и въоръжени сблъсъци между израелски и палестински сили в резултат на археологически разкопки около Хълма на Храма в Йерусалим.
1997 г. Съгласие за изтегляне на израелски войски от 4/5 от Хеброн. Израел оставя част от войските за защита на заселниците в центъра на града.
1997 г. Бунтове срещу нов еврейски квартал в Източен Йерусалим.
1999 г. Официално посещение на Абдула II (крал на Йордания) в Египет. Целта му са преговори по Израело-палестинските и Израело-сирийските отношения.
Юли 1999 г. 3-дневна мирна конференция в Кайро с присъствието на делегации от Израел, Палестина и Йордания.
Юли 1999 г. Официална среща между президента на Египет Хосни Мубарак и израелския министър-председател Ехуд Барак. Целта на срещата е посредничеството на Египет при разрешаването на Израело-Палестинския конфликт.
5 юли 2000 г. Нова среща на върха в Кемп Дейвид – продължение на Споразумението от Кемп Дейвид от 1979. Цели решаване на конфликта между Израел и Палестина чрез посредничество.
Септември 2000 г. Начало на Интифадата ал-Акса, наричана още Втората интифада – вълна на насилие и политически конфликти между палестинските араби и израелците.
2000 г. Конференция организирана от Лигата на арабските държави за стабилизиране на региона и изтъкване на позитивите от сътрудничеството между Палестина и Израел.
21 януари 2001 г. Среща на върха в Таба – мирни преговори между Израел и Палестинската автономия, насочени към постигане на „окончателно решение“ на преговорите за прекратяване на израелско-палестинския конфликт. Преговорите са прекратени на 27 януари 2001 г. поради предстоящите израелски избори.
12 март 2002 г. Съветът за сигурност на ООН приема Резолюция 1397 за Близкия изток, в която се говори за съществуването на две държави – Израел и Палестина. Резолюцията е приета с 14 гласа, като единствено Сирия, която е непостоянен член на Съвета за сигурност, се въздържа. Текстът на Резолюцията настоява за незабавно прекратяване на насилието, на всички форми на тероризъм, провокации и разрушения. Призовават се израелците и палестинците да си сътрудничат и да подновят мирните преговори.
28 март 2002 г. Среща на Арабската лига в Бейрут, на която за първи път е представена Арабската мирна инициатива, имаща за цел да се сложи край на арабско-израелския конфликт – нормализиране на отношенията между целия арабски регион и Израел, в замяна на пълно изтегляне от окупираните територии (включително Източен Йерусалим) и „справедливо разрешение“ на проблема с палестинските бежанци. Тази инициатива е повторно приета и на Срещата на върха в Риад през 2007 г.
29 март 2002 г. Операция „Отбранителен щит“ – мащабна военна операция, провеждана от израелската армия по време на Втората интифада. Най-сериозните военни действия в Западния бряг след Шестдневната война. Опит на израелската армия за ограничаване на обучението на терористи и организирането на самоубийствени атентати;
30 април 2003 г. „Пътна карта за мир в Близкия изток“ – план за разрешаване на израелско-палестинския конфликт предложен от САЩ, ЕС, Русия и ООН, който определя като цел постигането на визията за две държави – сигурна израелска държава и мирна и демократична Палестина.
Март – август 2005 г. Едностранно изтегляне на Израел от ивицата Газа.
Септември 2005 г. Израелският мининистър-председател Ариел Шарон се обръща към ООН с молба за мир, признаване на правата на палестинците, защитава правото на Израел да обедини Йерусалим, прекратяване на терора. Израелският Върховен Съд признава правото на съществуване на „стената“ като непротиворечаща на международното право. Шарон е на мнение, че Хамас не трябва да участва в палестинските избори, в съгласие с президента Махмуд Абас.
Май 2006 г. Палестински затворници в Израел публикуват документ за национално обединение с молба за държава в Западния бряг и ивицата Газа и за правото за връщане на палестинските бежанци. Правителството на Хамас отхвърля документа. Махмуд Абас обявява, че ще направи референдум (юни).
28 юни 2006 г. Операция „Летни дъждове“ цели освобождаването на израелския войник Джилат Шалит (заловен от палестинската групировка Хамас на 25 юни), както и прекратяването на ракетния обстрел срещу Израел от територията на Палестинската автономия.
1 ноември 2006 г. Операция „Есенни облаци“ – израелска военна операция насочена към спиране на палестинските ракетни атаки в Израел. Това е най-голямата офанзива след операция „Летни дъждове“ от лятото на 2006 г. Чрез използването на пехота, танкове и авиация израелската армия преследва екстремистите, изстрелващи ракети „Касам“ срещу израелски селища и обекти (предимно от намиращия се на 6 км израелски град Сидерот). От началото на 2006 г. от този район са изстреляни над 300 ракети.
8 ноември 2006 г. Израелски обстрел срещу жилищен квартал в град Бейт Ханун на ивицата Газа. Числото на загиналите възлиза на 19 души. Повечето от жертвите са жени и деца. Израелският премиер Ехуд Олмерт, изразява съжалението си за тези жертви. Той предлага хуманитарна и медицинска помощ и определя като причина за инцидента механична повреда в насочващите системи, в резултат на която няколко снаряда са се отклонили с 600 метра от своята цел – незаселено място от където предният ден са изстреляни ракети „Касам“ по израелски цели.
12 юли 2006 г. Блокада по суша, въздух и вода от Израел срещу Ливан (Хизбула).
Декември 2006 г. Среща между израелския министър-председател Ехуд Олмерт и Махмуд Абас; Олмерт обещава да подобри качеството на живот на палестинците и да премахне контролно – пропускателните пунктове, но на практика нищо не се променя.
Февруари 2007 г. Споразумение за палестинско единство. Хамас и Фатах са съгласни да поделят властта, но това е базирано на неясно формулирано устно споразумение. Хамас повтаря, че никога няма да признаят Израел. САЩ и Израел настояват, че новото правителство трябва да признае правото на Израел да съществува, да обезоръжат терористичните групи и да се съгласят да прекъснат насилието.
6 септември 2007 г. Сирия отблъсква израелски самолети, нарушили въздушното ѝ пространство.
26 – 28 ноември 2007 г. Конференция за Близкия изток инициирана от САЩ. Израелците и палестинците се съгласяват да приемат „пътна карта“ под американско наблюдение и да преговарят постоянно с цел да се стигне до разрешение до края на 2008 година.
27 февруари 2008 г. Хамас обстрелва с ракети индустриалният град Ашкелон. Въпреки че пострадалите са само леко ранени, атаката има дълбок психологически ефект спрямо Израел.
29 февруари 2008 г. Операция „Гореща зима“ – военна кампания на Израел насочена срещу ислямистите от Хамас; отговор на ракетния обстрел над Ашкелон. Резултат – убити са 112 палестинци и 3 израелци.
19 юни 2008 г. Подписано е примирие („затишие“) между Израел и Хамас в Газа. Затишието не се отнася за Западния бряг. На Израел приема да не напада Ивицата Газа, а Хамас да не прибягва до ракетни и терористични атаки срещу Израел.
Ноември 2008 г. Хамас и други свързани с тях организации продължават да изстрелват ракети към Израел и обявяват, че няма да подновят споразумението за „затишие“ на 19 декември 2008. Хамас едностранно обявява, че то е само за 6 месеца.
24 – 26 декември 2008 г. Хамас бомбардират Израел. Израел започва операция Оферет Йецука („излято олово“).
8 януари 2009 г. Съвета за сигурност на ООН приема Резолюция 1860, призоваваща за пълното прекратяване на огъня. САЩ се въздържат.
17 януари 2009 г. Израел обявява едностранно прекратяване на военните действия в Ивицата Газа.
18 януари 2009 г. Хамас обявява едноседмично прекратяване на огъня, като изисква оттеглянето на армията на еврейската държава от ивицата Газа.
Юни 2009 г. Израелският министър-председател Бенямин Нетаняху дава подкрепата си за разрешаване на конфликта с наличието на две държави и свидетелства, че Израел няма да строи нови селища или да конфискува земя, но ще продължи да строи къщи за наречения от него „естествен прираст“.
Януари 2010 г. Въздушно нападение на израелските сили срещу тунели под границата между Ивицата Газа и Израел, като отговор на ракетна атака от ивицата Газа.
Април 2010 г. За пръв път от три години, Израел позволява доставката на обувки и дрехи за палестинците в ивицата Газа.
Май 2010 г. Израелско нападение срещу конвоя кораби, пренасящ хуманитарни помощи за палестинците. Искане от международната общност за безусловно отваряне на Ивицата Газа за хуманитарни помощи и търговия.